# Список рекордів «Оскара»

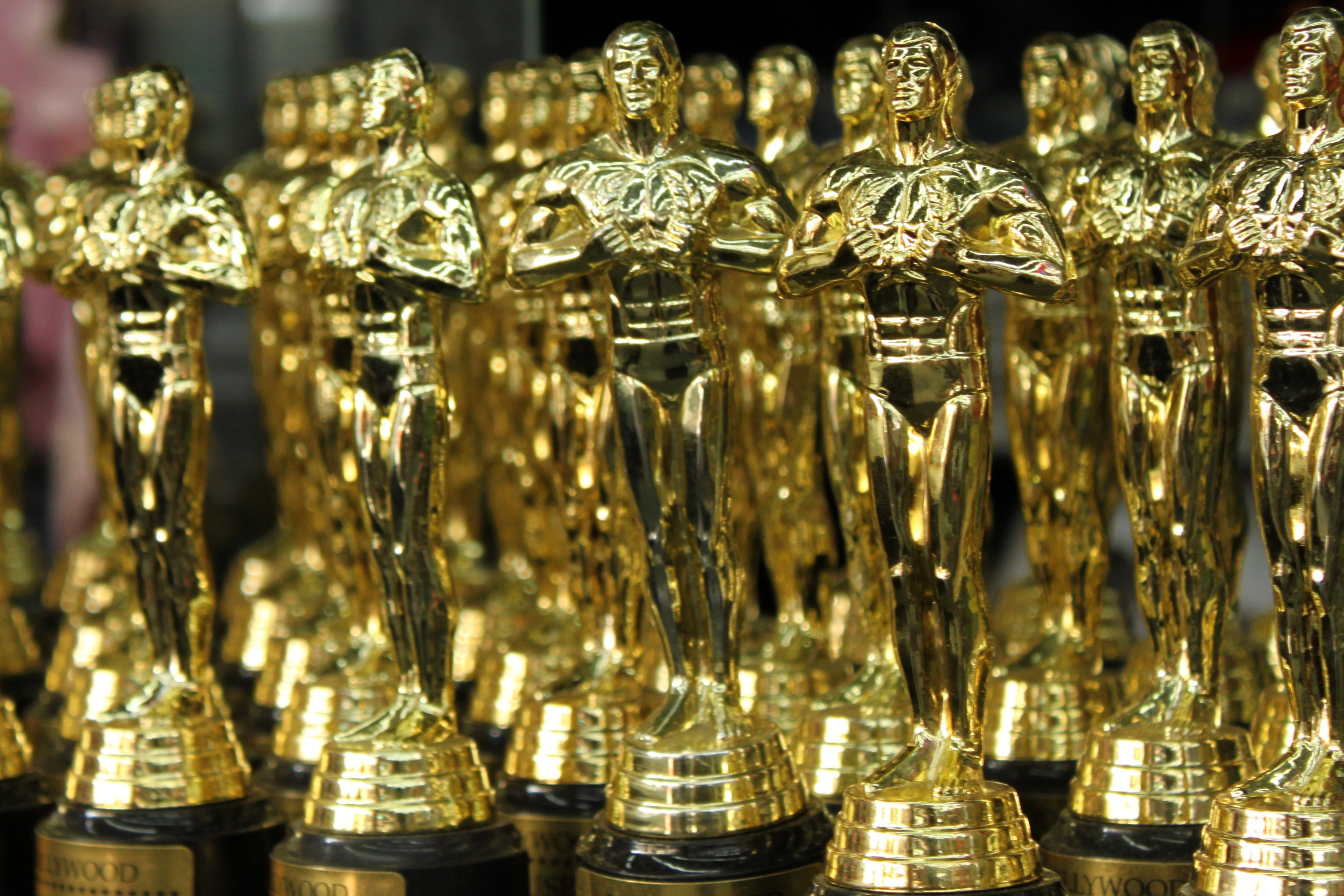
Декоративні статуетки «Оскар»

Список найпомітніших рекордів вручення престижної кінопремії «Оскар».

## Найбільша кількість нагород

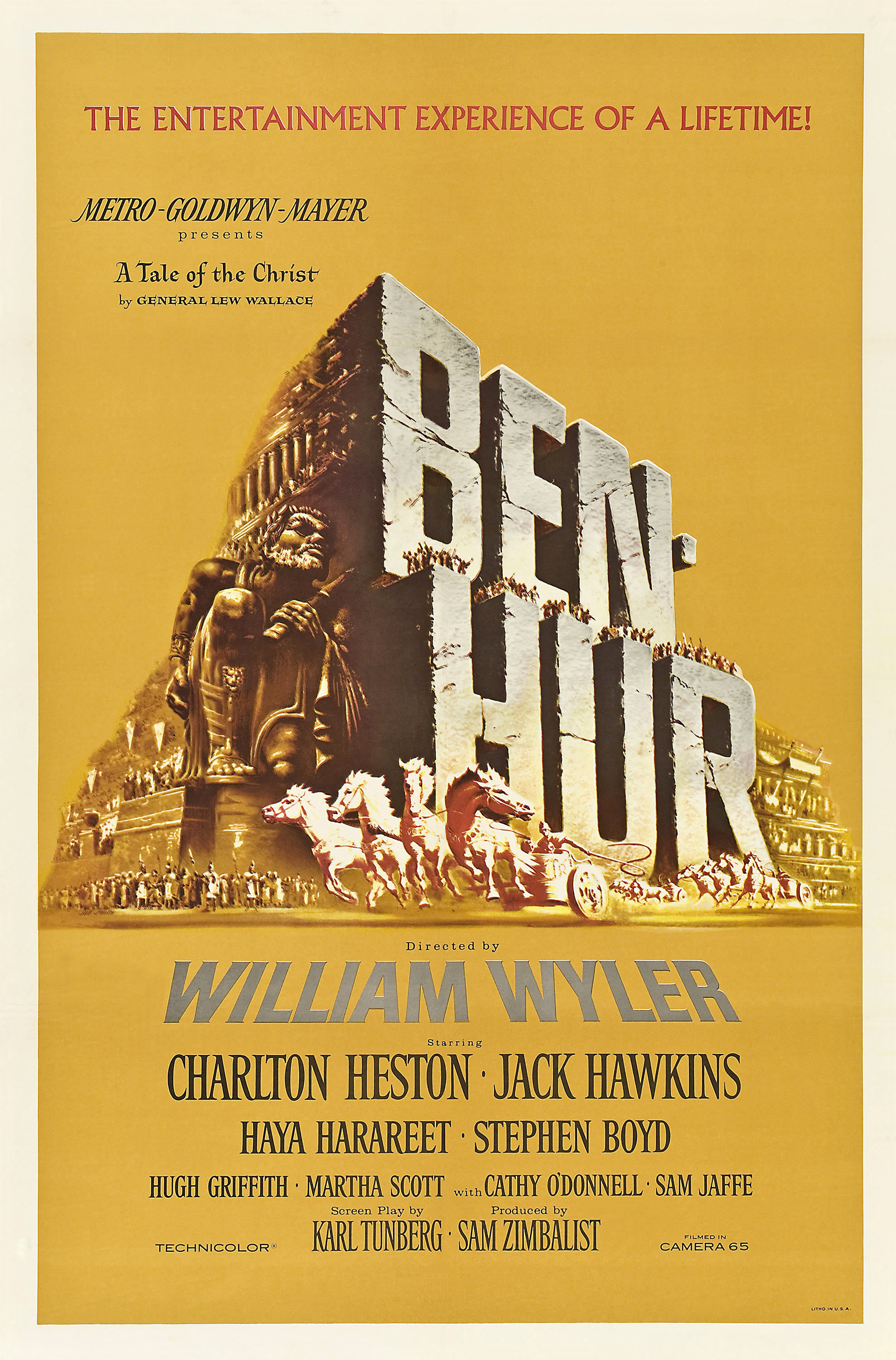
Постер до фільму «Бен-Гур», який перший у 1959 році був нагороджений 11 «Оскарами»)

Найбільше нагород, отриманих одним фільмом — 11
11 «Оскарів» за один раз отримали такі фільми:
- Бен-Гур (1959; номінований у 12 із 15 можливих категорій);
- Титанік (1997; номінований у 14 із 17 можливих категорій);
- Володар перснів: Повернення короля (2003; номінований у 11 із 17 можливих категорій). Останній фільм також відзначився тим, що отримав всі «Оскари», на які номінувався та є першим фільмом у жанрі фентезі, який отримав «Оскар» у номінації «Найкращий фільм року». Бен-Гур — єдиний з трійки фільм, що отримав «Оскар» за виконання ролей.

Найбільше нагород у кожній номінованій категорії — 11
- «Володар перснів: Повернення короля» (2003) переміг у кожній номінації: найкращий фільм, режисер, адаптований сценарій, режисура, грим, дизайн костюмів, монтаж фільму, оригінальна музика, оригінальна пісня, мікшування звуку та візуальні ефекти.

### Найбільша кількість нагород, здобутих людьми

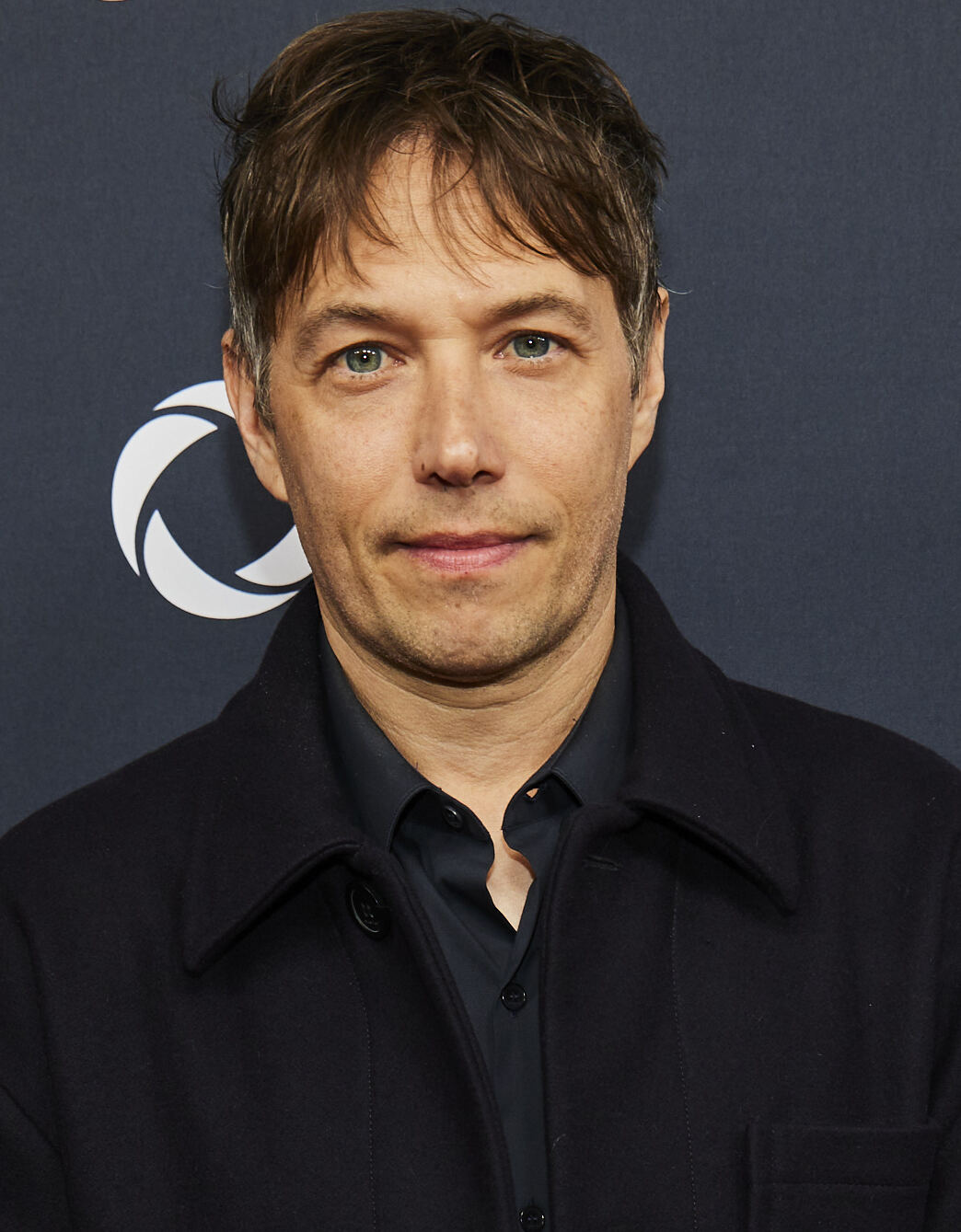
Американський кінорежисер Шон Бейкер, який був нагороджений 4 «Оскарами» в один рік (2025) — за фільм «Анора»

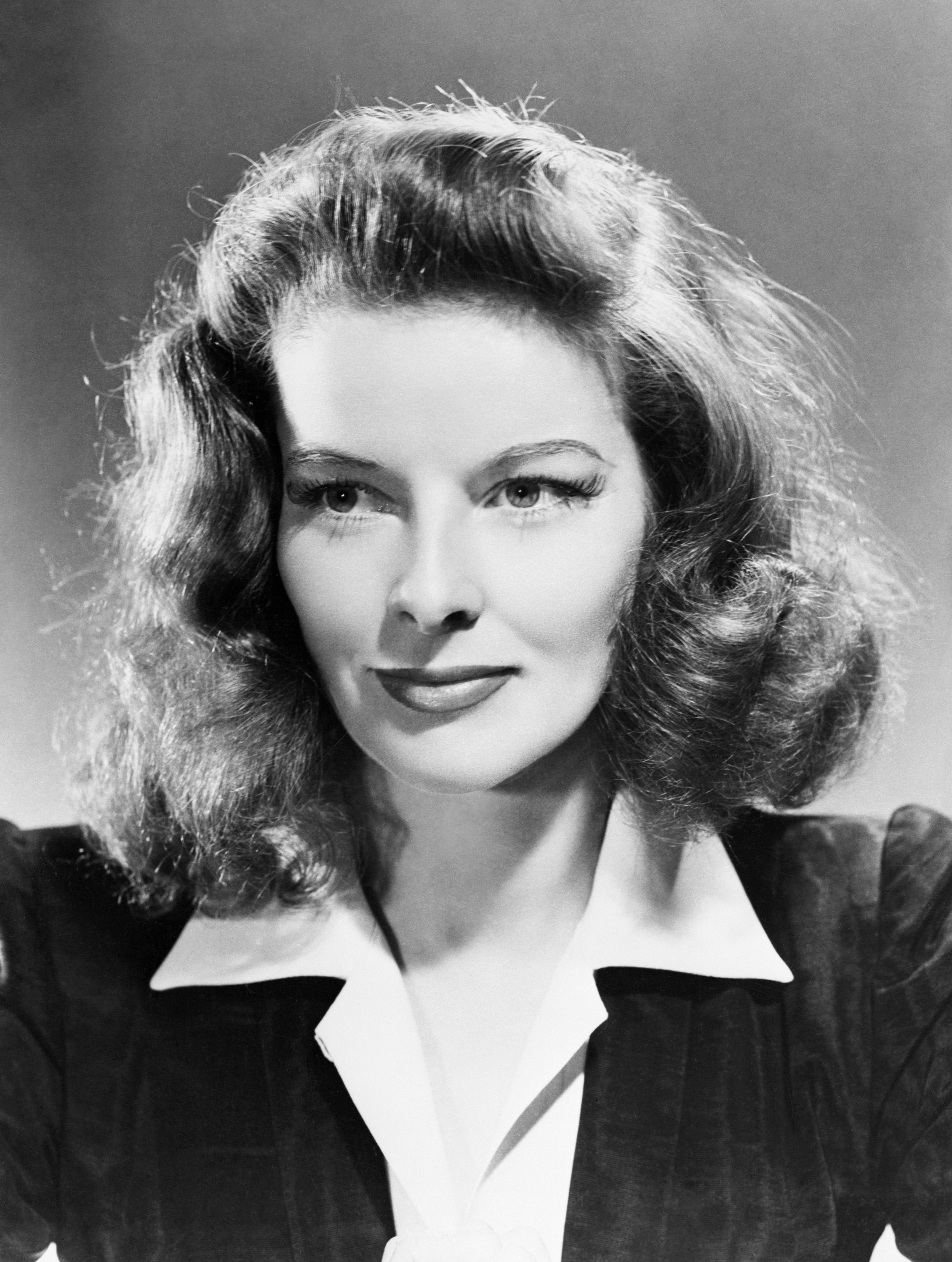
Кетрін Гепберн, що має найбільше «Оскарів» (4) у номінації «Найкраща акторка»

За весь час

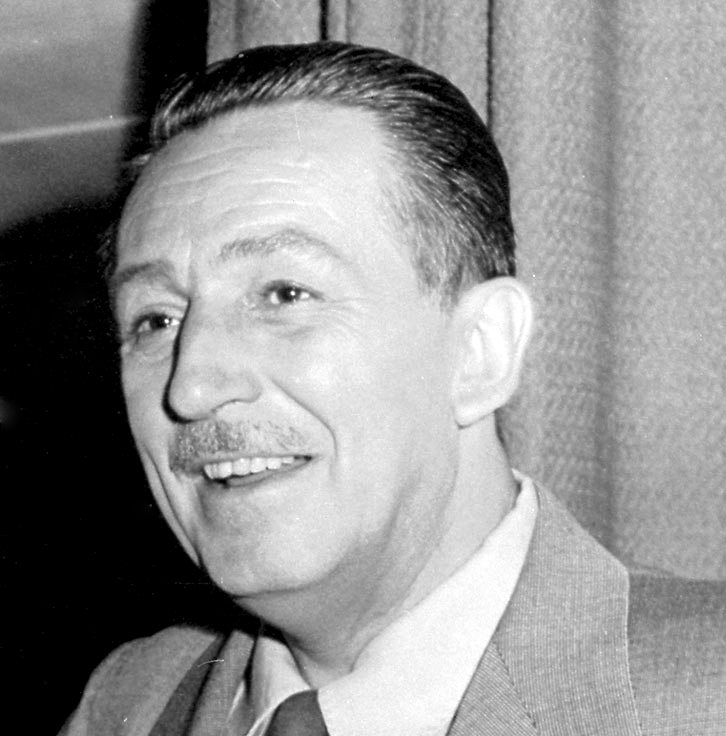
Волт Дісней, рекордсмен за кількістю одержаних нагород (26 «Оскарів»)

- Волт Дісней (мультиплікатор, режисер, актор, сценарист і продюсер) — 26 статуеток «Оскара» (номінувався на 59; 23 — змагальних і 3 — почесних; крім того, є лауреатом премії імені Ірвінга Тальберга, яка має статус «Оскара», але не представляє собою звичну статуетку). Також він отримав 4 «Оскара» за один рік.
- Седрік Гіббонс (артдиректор, дизайнер статуетки «Оскар») — 11 «Оскарів» (номінований на 39).
- Денніс Мурен (спецефекти) — 9 «Оскарів» (з них 6 — змагальних); найбільше серед лауреатів ще за життя.
- Альфред Ньюман (кінокомпозитор, диригент і аранжувальник) — 9 «Оскарів».
- Едіт Гед (художниця по костюмах) — 8 «Оскарів» (найбільше серед жінок[1]).
- Алан Менкен (композитор) — 8 «Оскарів» (всі змагальні).
- Фред Квімбі (продюсер) — 8 «Оскарів».
- Біллі Вайлдер (режисер) — 7 «Оскарів» (1 — «Найкращий фільм», 2 — «Найкращий режисер», 3 — «Найкращий сценарій», 1 — премія імені Ірвінга Тальберга).
- Річард Дей (художник-постановник) — 7 «Оскарів».
- Рік Бейкер (спецефекти і спеціальний грим) — 7 «Оскарів».
- Гері Райдстром (звукорежисер) — 7 «Оскарів».
- Френсіс Форд Коппола (режисер, сценарист і продюсер) — 6 «Оскарів» (1 — «Найкраща режисура», 1 — «Найкращий фільм», 3 — «Найкращий адаптований сценарій», 1 — нагорода імені Ірвінга Тальберга).
- Алехандро Гонсалес Іньярріту — 5 «Оскарів» (2 — «Найкраща режисура», 1 — «Найкращий фільм», 1 — «Найкращий оригінальний сценарій», 1 — «Премія за особливі досягнення»)[2].
- Альфонсо Куарон — 5 «Оскарів» (2 — «Найкраща режисура», 1 — «Найкраща операторська робота», 1 — «Найкращий монтаж», 1 — «Найкращий фільм іноземною мовою»)[3].
- Джон Баррі — 5 «Оскарів» (4 — «Найкраща музика», 1 — «Найкраща пісня»).
- Джон Вільямс — 5 «Оскарів» (всі — «Найкраща музика»).
- Федеріко Фелліні — 5 «Оскарів» (4 — «Найкращий фільм іноземною мовою», 1 — «Почесний Оскар»).
- Клінт Іствуд — 5 «Оскарів» (2 — «Найкраща режисура», 2 — «Найкращий фільм року», 1 — премія імені Ірвінга Тальберга).
- Ірен Шарафф (художниця по костюмах) — 5 «Оскарів».
- Джон Форд — 4 «Оскара» (всі — «Найкраща режисура»).
- Джозеф Руттенберг — 4 «Оскара» (всі — «Найкраща операторська робота»).
- Леон Шамрой — 4 «Оскара» (всі — «Найкраща операторська робота»).
- Вуді Аллен — 4 «Оскара» (3 — «Найкращий оригінальний сценарій», 1 — «Найкраща режисура»).
- Брати Коен — по 4 «Оскари» (1 — «Найкращий оригінальний сценарій», 1 — «Найкращий адаптований сценарій», 1 — «Найкращий режисер» та 1 — «Найкращий фільм» у кожного).
- Інгмар Бергман — 4 «Оскара» (3 — «Найкращий фільм іноземною мовою», 1 — «Почесний Оскар»).
- Френсіс Мак-Дорманд — 4 «Оскари» (3 — «Найкраща актриса», 1 — «Найкращий фільм»).

- Пон Джунхо — 4 «Оскари» (1 — «Найкращий фільм», 1 — «Найкраща режисура», 1 — «Найкращий оригінальний сценарій», 1 — «Найкращий фільм іноземною мовою»). Всі вони одержані в один рік (2020) — за фільм «Паразити».
- Шон Бейкер — 4 «Оскари» (1 — «Найкращий фільм», 1 — «Найкраща режисура», 1 — «Найкращий оригінальний сценарій» і 1 — «Найкращий монтаж»). Всі вони одержані в один рік (2025) — за фільм «Анора».

Найбільша кількість індивідуальних перемог за один рік — 4
- Волт Дісней (1954) — за чотири фільми;
- Шон Бейкер (2025) — за фільм «Анора» (2024).

Актори / акторки
- Кетрін Гепберн — 4 «Оскари» (всі — «Найкраща акторка»).
- Деніел Дей-Льюїс — 3 «Оскара» (всі — «Найкращий актор»).
- Меріл Стріп — 3 «Оскара» (2 — «Найкраща акторка», 1 — «Найкраща акторка другого плану»).
- Інгрід Бергман — 3 «Оскара» (2 — «Найкраща акторка», 1 — «Найкраща акторка другого плану»).
- Джек Ніколсон — 3 «Оскара» (2 — «Найкращий актор», 1 — «Найкращий актор другого плану»).
- Волтер Бреннан — 3 «Оскара» (всі — «Найкращий актор другого плану»).
- Френсіс Мак-Дорманд — 3 «Оскара» (всі — «Найкраща акторка»).

## Нагороди за дебютну роль або режисуру
Найкраща акторка
- Ширлі Бут (1952) — Вернись, малятко Шеба
- Джулія Ендрюс (1964) — Мері Поппінс
- Барбра Стрейзанд (1968) — Смішне дівчисько
- Марлі Матлін (1986) — Діти меншого бога

Найкращий актор другого плану
- Гарольд Рассел (1946) — Найкращі роки нашого життя
- Тімоті Гаттон (1980) — Звичайні люди
- Хенг С. Нгор (1984) — Поля смерті

Найкраща акторка другого плану
- Гейл Сондергаард (1936) — Ентоні нещасний
- Катіна Паксіну (1943) — По кому дзвонить дзвін
- Мерседес Маккембрідж (1949) — Все королівське військо
- Ева Марі Сейнт (1954) — У порту
- Джо Ван Фліт (1955) — На схід від раю
- Татум О'Ніл (1973) — Паперовий місяць
- Анна Пеквін (1993) — Піаніно
- Дженніфер Гадсон (2006) — Дівчата мрії
- Люпіта Ніонго (2013) — 12 років рабства

Молодіжна нагорода Академії
- Клод Джарман (1946) — Оленятко
- Вінсент Вінтер (1954) — Маленькі викрадачі (The Little Kidnappers[en])

Найкраща режисерська робота
- Делберт Манн (1955) — Марті
- Джером Роббінс (1961) — Вестсайдська історія
- Роберт Редфорд (1980) — Звичайні люди
- Джеймс Брукс (1983) — Мова ніжності
- Кевін Костнер (1990) — Той, що танцює з вовками
- Сем Мендес (1999) — Краса по-американськи

## «Велика п'ятірка»
«Великою п'ятіркою» називають отримання за один раз п'яти «основних» «Оскарів» за: найкращий фільм, режисуру, актора, акторку і сценарій. Такими на даний момент є три фільми :
- Це сталося якось вночі (1934)

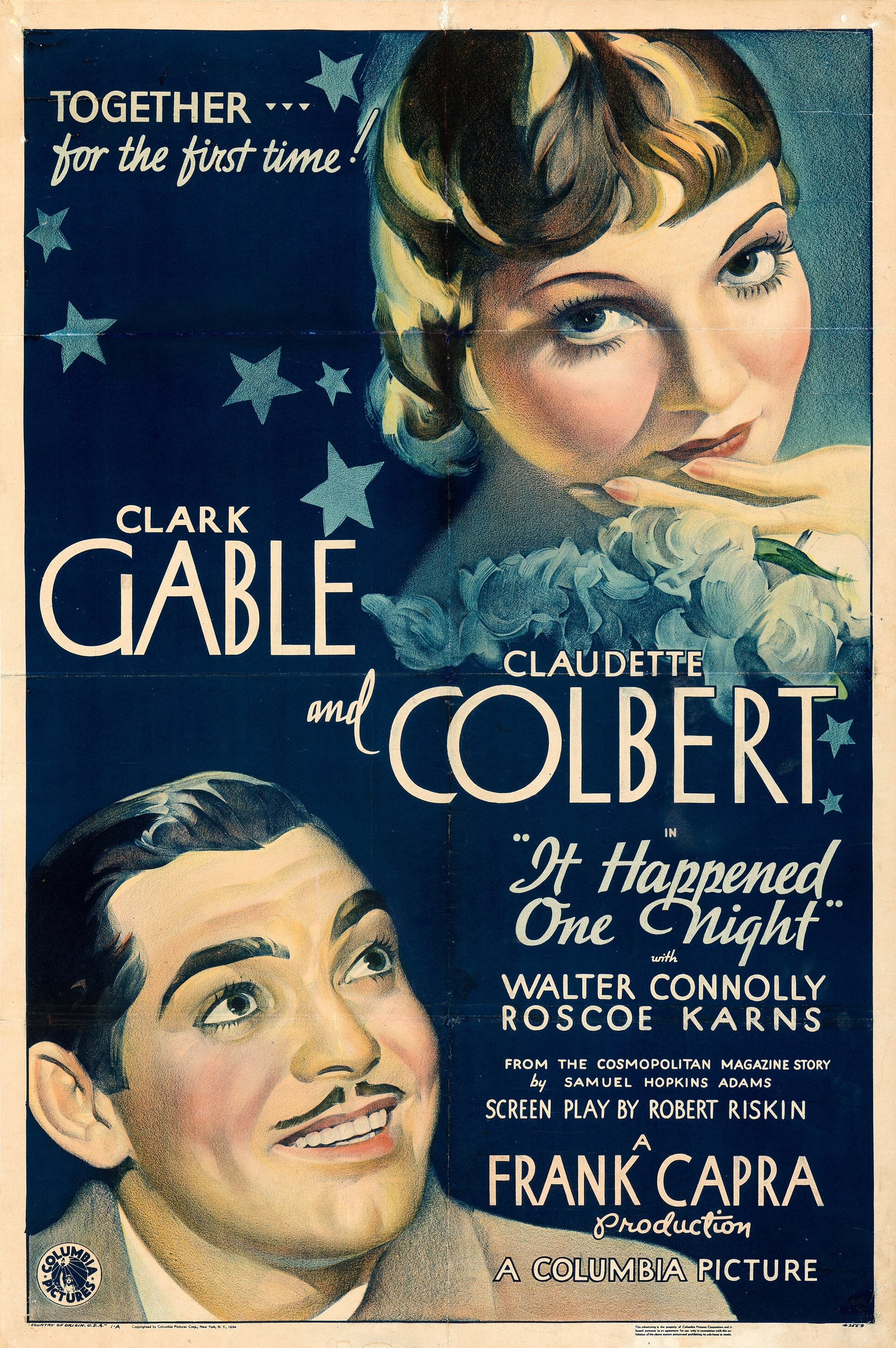
Оригінальний постер американського фільму «Це сталося якось вночі», який першим в історії виборов за один раз у 1935 році п'ять «основних» «Оскарів»

- Пролітаючи над гніздом зозулі (1975)
- Мовчання ягнят (1991)

## Найбільша кількість нагород поспіль
Найкраща акторка
- Луїза Райнер — Великий Зігфельд (1936) і Благословенна земля (The Good Earth[en]) (1937)
- Кетрін Гепберн — Вгадай, хто прийде на обід? (1967) і Лев узимку (1968)

Найкращий актор
- Спенсер Трейсі — Зухвалі капітани (1937) і Місто хлопчиків (Boys Town[en]) (1938)
- Том Генкс — Філадельфія (1993) і Форрест Гамп (1994)

Найкращий актор другого плану
- Джейсон Робардс — Вся президентська рать (1976) і Джулія (1977)

Найкраща акторка другого плану
немає послідовних перемог
Найкраща режисерська робота
- Джон Форд — Грона гніву (1940) і Якою зеленою була моя долина (1941)
- Джозеф Лео Манкевич — Лист трьом дружинам (1949) і Все про Єву (1950)
- Алехандро Гонсалес Іньярріту — Бердмен (2014) іЛегенда Г'ю Гласса (2015)[9]

Найкращий фільм
- Девід Сельцник — Віднесені вітром (1939) і Ребекка (1940)

Найкращий монтаж
- Кірк Бакстер, Енгус Волл — Соціальна мережа (2011), Дівчина з тату дракона (2012)

Найкращий оригінальний сценарій
немає послідовних перемог
Найкращий адаптований сценарій
- Джозеф Лео Манкевич — Лист трьом дружинам (1949) і Все про Єву (1950)
- Роберт Болт — Доктор Живаго (1965) і Людина на всі часи (1966)

Найкраща операторська робота
- Еммануель Любецкі — Гравітація (2013), Бердмен (2014) і Легенда Г'ю Гласса (2015)

Найкраща музика
- Рей Гейндорф — Янкі Дудл Денді (1942) та Це армія (1943)
- Роджер Еденс — Великодній парад (Easter Parade[en]) (1948), Звільнення у місто (1949) і Енні отримує вашу зброю (1950)
- Франц Ваксман — Бульвар Сансет (1950) та Місце під сонцем (1951)
- Альфред Нуман — З піснею в моєму серці (With a Song in My Heart[en]) (1952) і Називайте мене «мадам» (Call Me Madam[en]) (1953); а також Кохання — найчудовіша річ на світі (1955) і Король і я (The King and I[en]) (1956)
- Адольф Дойч — Сім наречених для семи братів (1954) і Оклахома! (1955)
- Андре Превін — Жіжі (1958) і Поргі і Бесс (1959); а також Ніжна Ірма (1963) і Моя прекрасна леді (1964)
- Леонард Розенман — Баррі Ліндон (1975) і На шляху до слави (1976)
- Алан Менкен — Красуня і Чудовисько (1991) і Аладдін (1992)
- Густаво Сантаолалья — Горбата гора (2005) і Вавилон (2006)

## Найбільша кількість номінацій

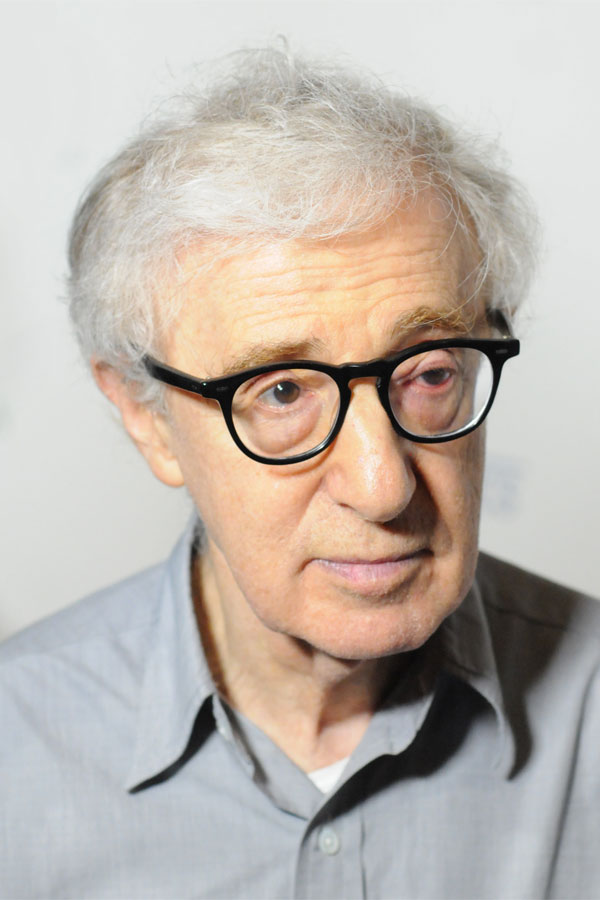
Вуді Аллен — має найбільшу кількість номінацій у категорії «Найкращий оригінальний сценарій» (16) на світлині 2015 року

Найбільше номінацій за весь час — 59
- Волт Дісней (переміг у 26 номінаціях, що складає 44,1 %).

Найбільше номінацій, серед живих — 49
- Джон Вільямс (композитор, має 5 перемог)

Найбільше номінацій серед жінок — 35
- Едіт Гед (художниця з костюмів)

Найбільше номінацій без перемог — 16
- Грег П. Расселл (звукорежисер) — 16 безуспішних номінацій у категорії «Найкращий звук» (ще одна номінація на Оскар (2017) за «13 годин: Таємні воїни Бенгазі» було скасовано за день до церемонії)[10];
- Дайан Воррен (композиторка) — 16 безуспішних номінацій у категорії «Найкраща пісня», включаючи вісім поспіль з 2018 по 2024 рік (отримала почесну премію Академії у 2022 році);
- Томас Ньюман (композитор) — 15 безуспішних номінацій (14 — у категорії «Найкраща музика» та 1 — «Найкраща пісня»);
- Алекс Норт (композитор) — 15 безуспішних номінацій (14 — у категорії «Найкраща музика» та 1 — «Найкраща пісня»).

Найбільша кількість номінацій у категорії «Найкращий оригінальний сценарій»
- Вуді Аллен — 16 номінацій, 3 перемоги

Найбільше номінацій, отриманих одним фільмом — 14
Три фільми отримали 14 номінацій:
- Все про Єву (1950) — 6 нагород із 16 можливих категорій;
- Титанік (1997) — 11 нагород із 17 можливих категорій;
- Ла-Ла Ленд (2016) — 6 нагород із 17 можливих категорій.

Найбільше номінацій, отриманих одним фільмом без нагороди — 11
- Поворотний пункт (1977): з 14 можливих категорій;
- Барва пурпурова (1985): із 17 можливих категорій[11].

## Перші

### Нагороджені

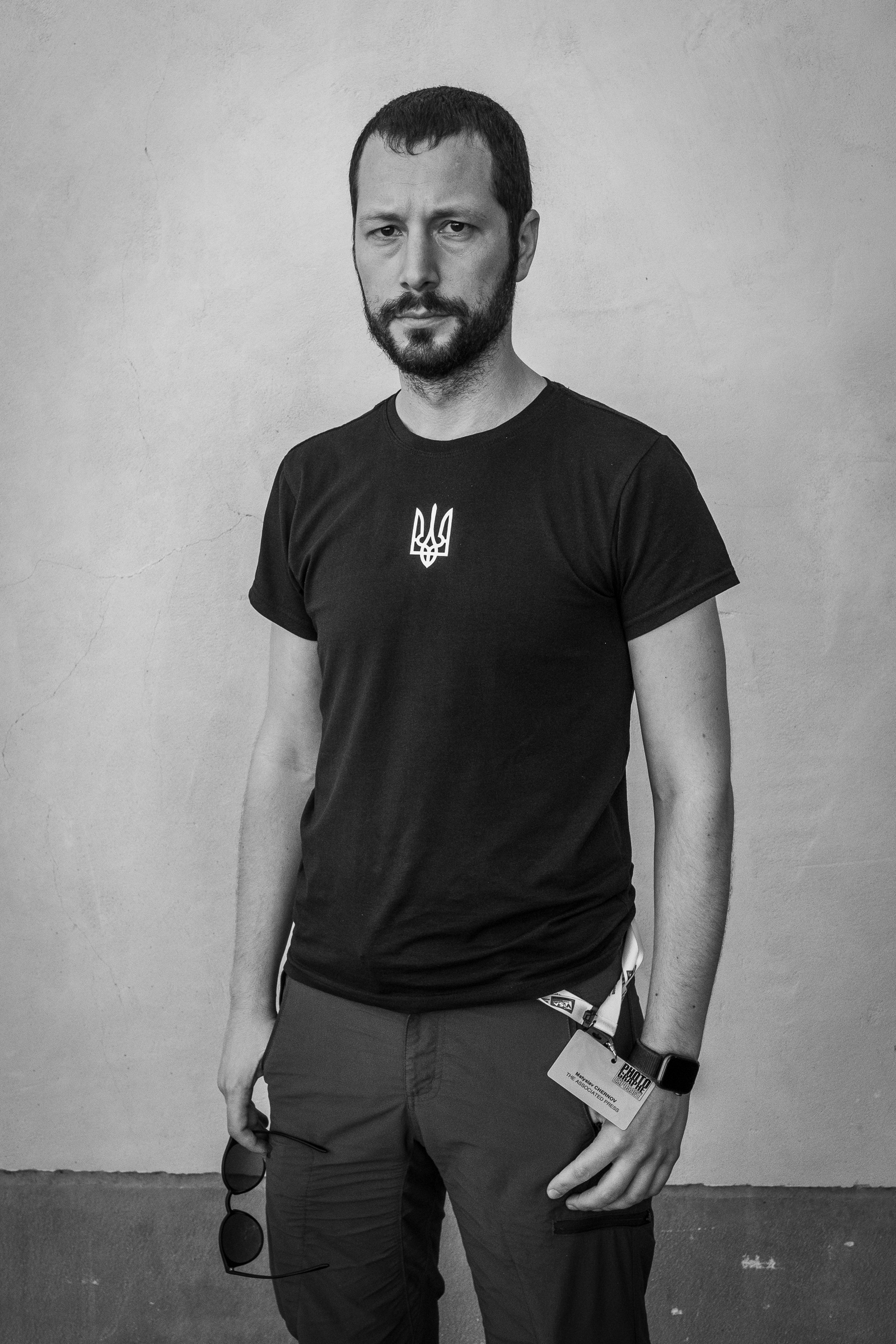
Український режисер Мстислав Чернов у вересні 2022 року

Перший український режисер за український фільм про Україну, створений українською командою
- Мстислав Чернов (2024) — за документальний фільм «20 днів у Маріуполі» (2023)[12]

Перший актор, який одержав «Оскар»
- Еміль Яннінгс — за головні ролі у фільмах «Шлях усякої плоті» (1927) та «Останній наказ» (1928)

Перша акторка, яка отримала «Оскар»
- Джанет Гейнор — за головні ролі у фільмах «Сьоме небо» (1927), «Схід: Пісня двох людей» (1927) та «Вуличний ангел» (1928)

Перша людина, нагороджена «Оскаром» повторно
- Льюїс Майлстоун (1928, 1930)

Перший актор, який здобув «Оскар» за роль неанглійською мовою
- Роберт де Ніро — за роль другого плану у фільмі Хрещений батько 2 (1974, італійською мовою)

Перший актор, який здобув «Оскар» посмертно
- Пітер Фінч — за головну роль у фільмі Телемережа (1976)

Перша акторка з Австралії, яка отримала «Оскар»
- Ніколь Кідман — за головну роль у фільмі Години (2002)

Перший скандинавський актор, який номінувався на «Оскар»
- Макс фон Сюдов (народилась у  Швеція) — за головну роль у фільмі Пелле-завойовник (1987)

Перша акторка азійського походження, яка отримала «Оскар»
- Мішель Єо (нар. в Малайзії) — у номінації «Найкраща жіноча роль» у фільмі «Все завжди і водночас» (2022)

Перша темношкіра акторка, яка отримала «Оскар» за головну роль
- Геллі Беррі — у фільмі «Бал монстрів» (2001)

Перша темношкіра акторка, яка отримала «Оскар» за роль другого плану
- Гетті Мак-Денієл — у фільмі «Віднесені вітром» (1939)

Перший темношкірий актор, який одержав «Оскар»
- Сідні Пуатьє — за головну роль у фільмі Польові лілії (1963)

Перший темношкірий актор, який одержав «Оскар» за роль другого плану
- Луїс Госсетт-молодший — у фільмі «Офіцер і джентльмен» (1982)

Перша близькосхідна акторка, що отримала «Оскар»
- Наталі Портман (нар. в Ізраїлі) — в номінації «Найкраща жіноча роль» у фільмі Чорний лебідь (2010)

Перший актор-мусульманин, який отримав «Оскар»
- Магершала Алі — в номінації «Найкраща чоловіча роль другого плану» у фільмі Місячне світло (2016)

Перша акторка, народжена в Африці, яка отримала «Оскар»
- Шарліз Терон (нар.. в  ПАР) — за головну роль у фільмі «Монстр» (2003)

Перша акторка, яка отримала «Оскар» за роль не англійською мовою
- Софі Лорен — за головну роль у фільмі «Чочара» (1960, італійською мовою)

Перший актор, який одержав «Оскар» за супергеройський фільм
- Гіт Леджер — за роль другого плану у фільмі «Темний лицар» (2008)

Перша дитина, яка номінувалася на «Оскар»
- Джекі Купер (9 років) — «Найкращий актор» у фільмі Скіппі (1931)

Перша глуха актриса, яка отримала «Оскар»
- Марлі Матлін — за головну роль у фільмі «Діти меншого бога» (1986)

Перший глухий актор, який отримав «Оскар»
- Трой Коцур — за роль другого плану у фільмі «У ритмі серця» (2021)

Перший актор, який відмовився від «Оскара»
- Джордж Скотт (1971)

Перша акторка, яка номінувалась 10 разів
- Бетті Девіс — 10-я номінація за фільм Що сталося з Бебі Джейн? (1962)

Перша людина, яка отримала «Почесний Оскар»
- Чарлі Чаплін (1929)

Перша жінка, яка отримала «Оскар» за найкращу режисуру
- Кетрін Біґелоу — за фільм Володар бурі (2009)

Перша жінка, яка отримала «Оскар» за найкращий фільм
- Джулія Філліпс — за фільм Афера (1973)

Перший неангломовний фільм, який отримав «Оскар» за «Найкращий фільм»
- «Паразити» (2019, Південна Корея)

Перший фільм жахів, який отримав «Оскар» у категорії «Найкращий фільм»
- «Мовчання ягнят» (1991)

Перший фільм у жанрі фентезі, який отримав «Оскар» у категорії «Найкращий фільм»
- «Володар перснів: Повернення короля» (2003)

Перший науково-фантастичний фільм, який отримав «Оскар» у категорії «Найкращий фільм»
«Форма води» (2017)
Перший мультиплікаційний фільм, який одержав «Оскар» у технічних категоріях
- «Суперсімейка» (2004)

Перший фільм з рейтингом «для дорослих», який отримав «Найкращий фільм»
- Опівнічний ковбой (1969)

### Номіновані
Перший висунутий на «Оскар» фільм від України
- Приятель небіжчика (1997) режисера В'ячеслава Криштофовича у номінації «Найкращий фільм іноземною мовою»[13]

Перший номінований фільм, зроблений в Україні
- Військово-польовий роман (1983), знятий на Одеській Кіностудії російською мовою. Однак цей фільм представляв СРСР, а не Україну[13]

Перша людина, номінована в 7 різних категоріях
- Кеннет Брана

Перша азійка, номінована в акторській категорії
- Мерль Оберон (з Індії) — у фільмі «Ангел пітьми» (1935)[14]

Перша темношкіра акторка, номінована за головну роль
- Дороті Дендрідж — у фільмі «Кармен Джонс» (1954)

Перша чорношкіра акторка, яка була номінована 4 рази
- Віола Девіс — (остання номінація — за фільм «Ма Рейні: Мати блюзу» (2020)

Перша близькосхідна акторка, що номінувалася на «Оскар»
- Шогре Аґдашлу — в номінації «Найкраща акторка другого плану» у фільмі Будинок з піску і туману (2003)

Перша акторка-представниця корінних народів, номінована на «Оскар»
- Яліца Апарисіо (з роду міштеків у Мексиці) — за головну роль у фільмі «Рома» (2018)

Перша американська акторка індіанського походження, номінована на «Оскар»
- Лілі Гладстон (з роду чорноногих та німіпуу в резервації в Монтані) — за головну роль у фільмі «Вбивці квіткової повні» (2023)

Перша відкрита трансгендерна акторка, яка номінована на «Оскар»
- Карла Софія Гаскон — за головну роль у фільмі «Емілія Перес» (2024)

Перша жінка, номінована у категорії «Найкраща операторська робота»
- Рейчел Моррісон — Ферма «Мадбаунд» (2017)

Перший фільм у форматі 3D, який номінувався на «Оскар»
- Аватар (2009)
- Вперед і вгору (2009)

Перший фільм у жанрі фентезі, який номінувався на «Оскар»
- Володар перснів: Хранителі Персня (2001)

Перший супергеройський фільм, номінований у категорії «Найкращий фільм»
- Чорна Пантера (2018)

Перший науково-фантастичний фільм, номінований у категорії «Найкращий фільм»
- «Механічний апельсин» (1971)

Перший фільм жахів, номінований у категорії «Найкращий фільм»
- «Екзорцист» (1973)

Перший мультиплікаційний фільм, номінований на «Оскар» у 3 категоріях одночасно
- «Втеча» (2021, Данія) — у категоріях «Найкращий анімаційний повнометражний фільм», «Найкращий фільм іноземною мовою» та «Найкращий документальний повнометражний фільм»

Перший мультиплікаційний фільм, який номінувався в категорії «Найкращий фільм»
- Красуня і Чудовисько (1991)

Перший мультиплікаційний фільм, який номінувався в категорії «Найкращий оригінальний сценарій»
- Історія іграшок (1995)

Перший мультиплікаційний фільм, який номінувався в категорії «Найкращий фільм іноземною мовою»
- Вальс із Баширом (2008,  Ізраїль)

Найбільша кількість номінацій без номінації «Найкращий фільм»
- Дівчата мрії (2006) — 8 номінацій, 2 перемоги

Перша акторка, номінована посмертно
- Джинн Іглс — на головну роль у фільмі Лист (1929)

Перший актор, номінований посмертно
- Джеймс Дін — за головну роль у фільмі На схід від раю (1956)

Перший актор, народжений в Африці, який номінувався на «Оскар»
- Джимон Гонсу (народився у Беніні) — за роль другого плану у фільмі «В Америці» (2003)

## Нагороджені українці

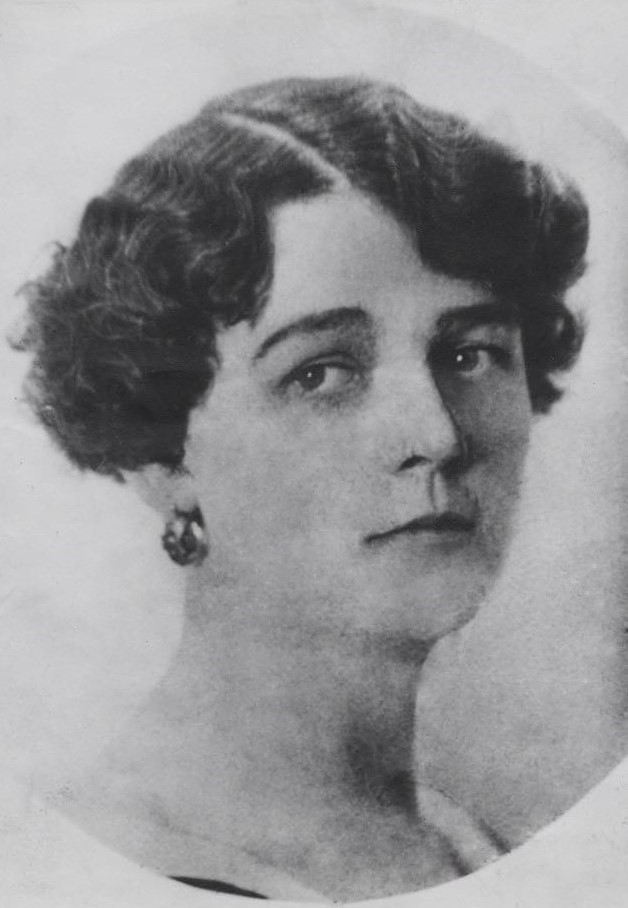
Американська модельєрка українського походження Варвара Каринська, яка перша серед українців у (1949 році) виграла «Оскар» за костюми в фільмі «Жанна д'Арк»

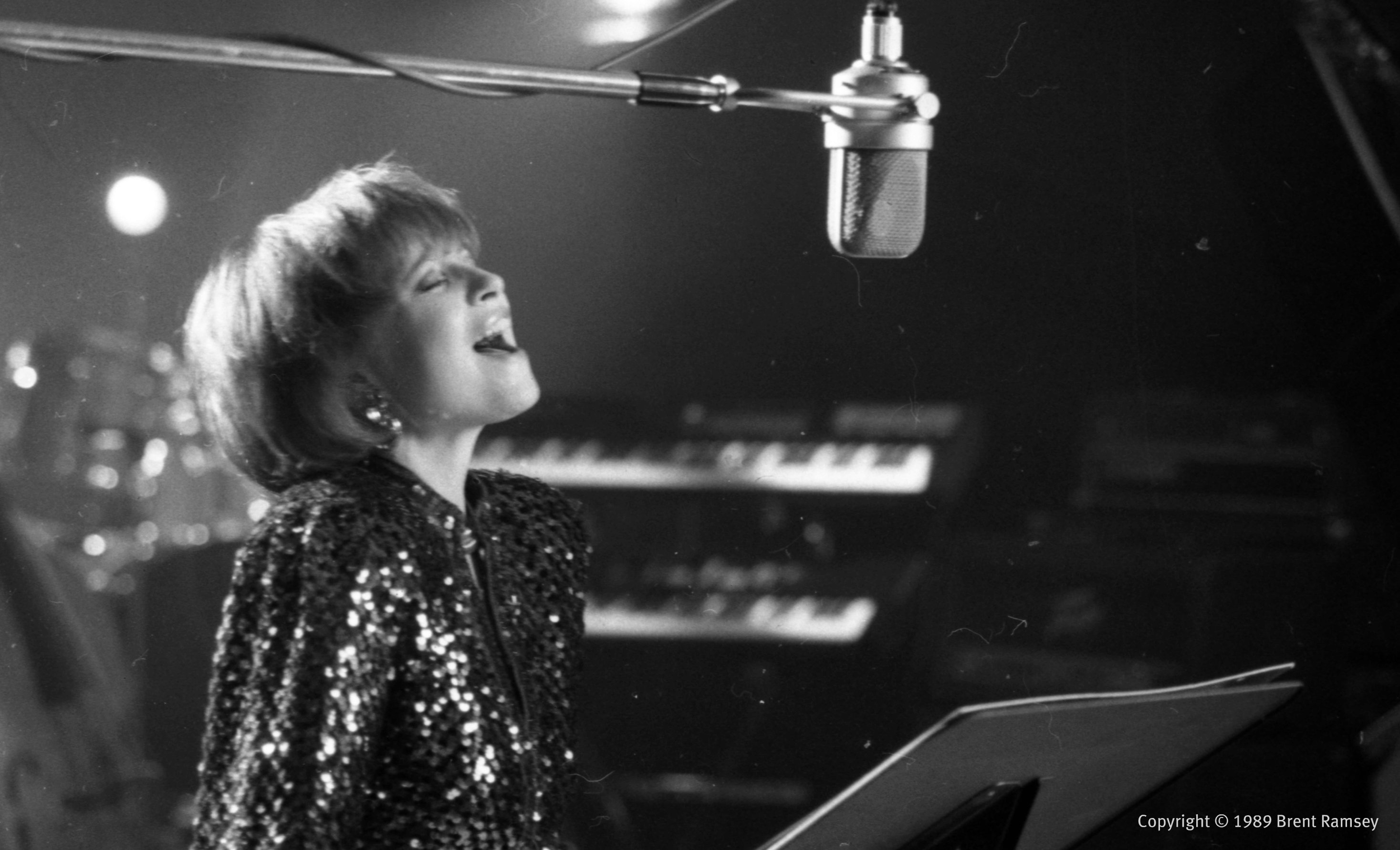
Американська співачка українського походження Квітка Цісик, яка у 1978 році) виграла «Оскар» за виконання пісні «You Light Up My Life» для фільму з однойменною назвою («Ти осяюєш моє життя»)

- Варвара Каринська (1949) — виграла «Оскар» за костюми в фільмі «Жанна д'Арк» (1948).

- Квітка Цісик (1978) — виграла «Оскар» за виконання пісні «You Light Up My Life» для фільму з однойменною назвою («Ти осяюєш моє життя» (1977).
- Євген Мамут (1987) — виграв технічний «Оскар» за створення кінематографічних трюків, які призвели до «ефекту камуфляжу» у фільмі 1987 року «Хижак».
- Анатолій Кокуш (2005) — виграв два «Оскари»: 1) номінації «Науково-технічні здобутки»: один за концепцію та розробку гіростабілізованого крану й рухової головки Russian Arm (перейменований у 2022 році на U-Crane), 2) за концепцію та розробку серії кінокранів Cascade.
- Олена Андрейчева (2020) — виграла «Оскар» за документальний фільм «Навчитися кататися на скейтборді в зоні бойових дій (якщо ти дівчина)» або «Learning to Skateboard in a Warzone (If You're a Girl)» в номінації за найкращий документальний короткометражний фільм.
- Мстислав Чернов (2024) — виграв перший в історії «Оскар» за український фільм про Україну, створений українською командою — документальний фільм «20 днів у Маріуполі» (2023)[15].

## Наймолодші і найстарші
Наймолодша акторка, яка отримала «Оскар»
- Татум О'Ніл — 10 років, «Найкраща акторка другого плану», Паперовий місяць (1973)

Наймолодший актор, який номінувався на «Оскар»
- Джастін Генрі — 8 років, «Найкращий актор другого плану», Крамер проти Крамера (1979)

Наймолодша акторка, яка отримала «Оскар» у головній акторської категорії
- Марлі Матлін — 21 рік, «Найкраща акторка», Діти меншого бога (1986)

Наймолодший актор, який отримав «Оскар» у головній акторської категорії
- Едрієн Броуді — 29 років, «Найкращий актор», Піаніст (2002)

Наймолодша акторка, яка номінувалася на «Оскар» у головній акторської категорії
- Кувенжаней Волліс — 9 років, «Найкраща акторка», Звірі дикого Півдня (2012)

Наймолодший актор, який номінувався на «Оскар» у головній акторської категорії
- Джекі Купер — 9 років, «Найкращий актор», Скіппі (1931)

Наймолодша людина, що отримала «Оскар»
- Ширлі Темпл — у віці 6 років, «Молодіжна нагорода Академії» (1934, перша нагорода в цій номінації, скасована в 1960 році)

Наймолодший переможець в категорії «Найкращий режисер»
- Демієн Шазелл — 32 роки, Ла-Ла Ленд (2016)
- Норман Таурог — 32 роки, Скіппі (1931)

Наймолодший номінант в категорії «Найкращий режисер»
- Джон Сінглтон — 24 роки, Хлопці по сусідству (1991)

Найстаріший переможець в категорії «Найкращий режисер»
- Клінт Іствуд — 74 роки, Крихітка на мільйон доларів (2004)

Найстаріший номінант в категорії «Найкращий режисер»
- Джон Г'юстон — 79 років, Честь сім'ї Пріцці (1989)

Найстарший актор, який отримав «Оскар»
- Крістофер Пламмер — 82 роки, «Найкращий актор другого плану», Початківці (2012)

Найстарший актор, який отримав «Оскар» у головній акторської категорії
- Генрі Фонда — 76 років, «Найкращий актор», На золотому озері (1981)

Найстарша акторка, яка отримала «Оскар» у головній акторської категорії
- Джессіка Тенді — 80 років, «Найкраща акторка», Водій міс Дейзі (1989)

Найстарша акторка, яка номінувалася на «Оскар»
- Глорія Стюарт — 87 років, «Найкраща акторка другого плану», Титанік (1997)

Найстарша акторка, яка номінувалася на «Оскар» у головній акторської категорії
- Еммануель Ріва — 85 років, «Найкраща акторка», Кохання (2012)

## Фільми
Найбільше номінацій (14)
- Все про Єву (1950)
- Титанік (1997)
- Ла-Ла Ленд (2016)

Найбільше номінацій, отриманих неангломовним фільмом (13)
- Емілія Перес (2024): найкращий міжнародний повнометражний фільм, найкращий фільм, найкращий режисер, найкращий адаптований сценарій, найкраща жіноча роль, найкраща жіноча роль другого плану, найкраща операторська робота, найкращий монтаж фільму, найкращий звук, найкращий макіяж та зачіска, найкраща оригінальна музика та найкраща оригінальна пісня (x2)[16].

Найбільше перемог (8), крім «Найкращого фільму»
- Кабаре (1972)

Найбільше номінацій (11), але жодної перемоги
- Поворотний пункт (1977)
- Барва пурпурова (1985)

Найбільше номінацій (14), але без перемоги в категорії «Найкращий фільм»
- Ла-Ла Ленд (2016)

Найбільше перемог (5), але без номінації «Найкращий фільм»
- Злі й гарні (1952)

Найменше перемог (2) у «Найкращого фільму»
- Ребекка (1940)
- Найбільше шоу на Землі (1952)
- У центрі уваги (2015)

Найбільше номінацій у «технічних» категоріях (7)
- Титанік (1997)
- Господар морів: На краю землі (2003)
- Зоряні війни. Епізод IV: Нова надія (1977)
- Легенда Г'ю Гласса (2015)
- Шалений Макс: Дорога гніву (2015)

## Актори та акторки
Найбільше номінацій поспіль за «Найкращу жіночу роль»
- Бетті Девіс — з 1938 по 1942 рік включно
- Грір Гарсон — з 1941 по 1945 рік включно

Найбільше номінацій поспіль за «Найкращу чоловічу роль»
- Марлон Брандо — з 1951 по 1954 рік включно

Найбільше номінацій поспіль за «Найкращу жіночу роль другого плану»
- Телма Ріттер — з 1950 по 1953 рік включно

Найбільше номінацій за акторську роботу (21)
- Меріл Стріп

Найбільше номінацій за акторську роботу серед чоловіків (8), але без перемог
- Пітер О'Тул

Найбільше номінацій за акторську роботу серед жінок (7), але без перемог
- Гленн Клоуз

Найдовший період між перемогами (39 років)
- Гелен Гейс — Гріх Мадлон Клоде (англ. The Sin of Madelon Claudet) (1931) і Аеропорт (1970)

Найдовший період між номінаціями (48 років)
- Кетрін Хепберн — з 1932/1933 по 1981 рік

Найбільша кількість посмертних номінацій (2)
- Джеймс Дін — за фільми На схід від раю (1955) і Гігант (1956)

За акторську роботу при найменшому екранному часі
- Дейвід Нівен — перемога в номінації «Найкраща чоловіча роль» у фільмі За окремими столиками (1958) (23 хв. 39 сек.; 23,67 % хронометражу фільму)
- Ентоні Гопкінс — перемога в номінації «Найкраща чоловіча роль» у фільмі Мовчання ягнят (1991) (24 хв. 52 сек.; 21 % хронометражу фільму)
- Спенсер Трейсі — номінація в категорії «Найкраща чоловіча роль» у фільмі Сан-Франциско (1936) (14 хв. 58 сек.; 12,99 % хронометражу фільму)
- Патріція Ніл — перемога в номінації «Найкраща жіноча роль» у фільмі Хад (1963) (21 хв. 51 сек.; 19,58 % хронометражу фільму)
- Луїза Флетчер — перемога в номінації «Найкраща жіноча роль» у фільмі Пролітаючи над гніздом зозулі (1975) (22 хв. 37 сек.; 16,96 % хронометражу фільму)
- Ніколь Кідман — перемога в номінації «Найкраща жіноча роль» у фільмі Години (2002) (23 хв. 30 сек.; 20,49 % хронометражу фільму)
- Елеонор Паркер — номінація в категорії «Найкраща жіноча роль» у фільмі Детективна історія (1951) (20 хв. 10 сек.; 19,53 % хронометражу фільму)
- Бен Джонсон — перемога в номінації «Найкраща чоловіча роль другого плану» у фільмі Останній кіносеанс (1971) (9 хв. 54 сек.; 7,84 % хронометражу фільму)
- Мартін Болсам — перемога в номінації «Найкраща чоловіча роль другого плану» у фільмі Тисяча клоунів (1965) (10 хв. 18 сек.; 8,73 % хронометражу фільму)
- Джейсон Робардс — перемога в номінації «Найкраща чоловіча роль другого плану» у фільмі Джулія (1977) (10 хв. 49 сек.; 9,22 % хронометражу фільму)
- Нед Бітті — номінація в категорії «Найкраща чоловіча роль другого плану» у фільмі Телемережа (1976) (6 хв.; 4,95 % хронометражу фільму)
- Беатріс Стрейт — перемога в номінації «Найкраща жіноча роль другого плану» у фільмі Телемережа (1976) (5 хв. 2 сек.; 4,15 % хронометражу фільму)
- Джуді Денч — перемога в номінації «Найкраща жіноча роль другого плану» у фільмі Закоханий Шекспір (1998) (5 хв. 52 сек.; 4,75 % хронометражу фільму)
- Морін Степлтон — перемога в номінації «Найкраща жіноча роль другого плану» у фільмі Червоні (1981) (9 хв. 15 сек.; 4,74 % хронометражу фільму)
- Герміона Бадделі — номінація в категорії «Найкраща жіноча роль другого плану» у фільмі Кімната нагорі (1959) (2 хв. 19 сек.; 1,98 % хронометражу фільму)

Найбільша кількість перемог чорношкірого актора (2)
- Дензел Вашингтон — «Найкращий актор другого плану» у фільмі Слава (1989) і «Найкращий актор» у фільмі Тренувальний день (2001)
- Магершала Алі — «Найкращий актор другого плану» у фільмі Місячне сяйво (2016) і «Найкращий актор другого плану» у фільмі Зелена книга (2018)

Найбільша кількість нагород за виконання однієї ролі (2)
- Гарольд Расселл, який зіграв роль у фільмі Найкращі роки нашого життя (1946), отримав 2 нагороди: в номінації «Найкращий актор другого плану» і ще одну «почесну» (на прохання ветеранів, які повернулися з війни)
- Луїза Райнер, двічі перемогла в категорії «Найкраща акторка», померла у віці 104 років. Відповідно, Луїза Райнер є єдиною людиною, яка володіла «Оскаром» найтриваліший час, — з 1936 року по 2014 рік (77 років і 10 місяців).
- Джордж Бернс, який переміг у категорії «Найкращий актор другого плану» у 1976 році, помер у віці 100 років.
- Глорія Стюарт, номінована в категорії «Найкраща акторка другого плану» у 1998 році, померла у віці 100 років.
- Кірк Дуглас, лауреат почесного «Оскара» за видатні заслуги в кінематографі. Другий в історії кінематографа чоловік-лауреат «Оскара», переступив 100-річний рубіж (у 2018 році відзначив 102-річчя).
- Олівія де Гевіленд, володарка двох нагород — у 1947 та 1950; в 2019 році відзначила 103-річчя.

Номінування за найкращу роль (головну або другого плану) у чотирьох різних десятиріччях
- Майкл Кейн — в 1960-ті, 1970-ті, 1980-ті та 2000-ні.
- Джек Ніколсон — в 1970-ті, 1980-ті, 1990-ті та 2000-ні
- Дензел Вашингтон — в 1990-ті, 2000-ні, 2010-ті та 2020-ті

## Інше
Найбільша кількість номінацій на «Найкращу режисуру» за один рік — 2
- Майкл Кертіс за фільми Янголи з брудними обличчями і Чотири дочки (англ. Four Daughters) (1938)
- Стівен Содерберг за фільми Ерін Брокович і Трафік (2000)

Сиквели, які перемогли в номінації «Найкращий фільм року»
- Хрещений батько 2 (1974)
- Володар перснів: Повернення короля (2003)

Ремейки, які перемогли в номінації «Найкращий фільм року»
- Відступники (2006)
- У ритмі серця (2021)

Найбільша кількість перемог і номінацій у серії
- Володар перснів, трилогія (2001—2003) — 30 номінацій, 17 перемог

Найбільша перерва між виходом на екрани і отриманням «Оскара» (20 років)
- Вогні рампи (1952). Фільм отримав нагороду тільки в 1972 році, коли був показаний на широкому екрані в окрузі Лос-Анджелес, що наказано правилами вручення «Оскара»

Найбільша кількість посмертних перемог (2)
- Вільям Аллен Горнінг (художник-постановник) — за фільми Жіжі (1958) і Бен-Гур (1959)

Найбільша кількість посмертних номінацій (4)
- Говард Ешман (Howard Ashman) (драматург)

Найкасовіший фільм, який отримав «Оскар» за «Найкращий фільм»
- Титанік з 2 187 463 944 $

Найнекасовіший фільм, який отримав «Оскар» за «Найкращий фільм»
- У ритмі серця з 1 100 000 $

Найдовша назва фільму, що номінувався (110 слів в оригіналі)
- «Наступний фільм про Бората: Передача величезного хабара американському режиму для отримання вигоди колись славному народу Казахстану» (англ. Borat Subsequent Moviefilm: Delivery of Prodigious Bribe to American Regime for Make Benefit Once Glorious Nation of Kazakhstan (2020)

Нобелівські та «оскарівські» лауреати
- Бернард Шоу — Нобелівська премія з літератури (1925 рік) і Оскар за найкращий сценарій (1939 рік).
- Боб Ділан — Оскар за найкращу пісню до фільму (2001 рік) і Нобелівська премія з літератури (2016 рік).